# Premsa de vi

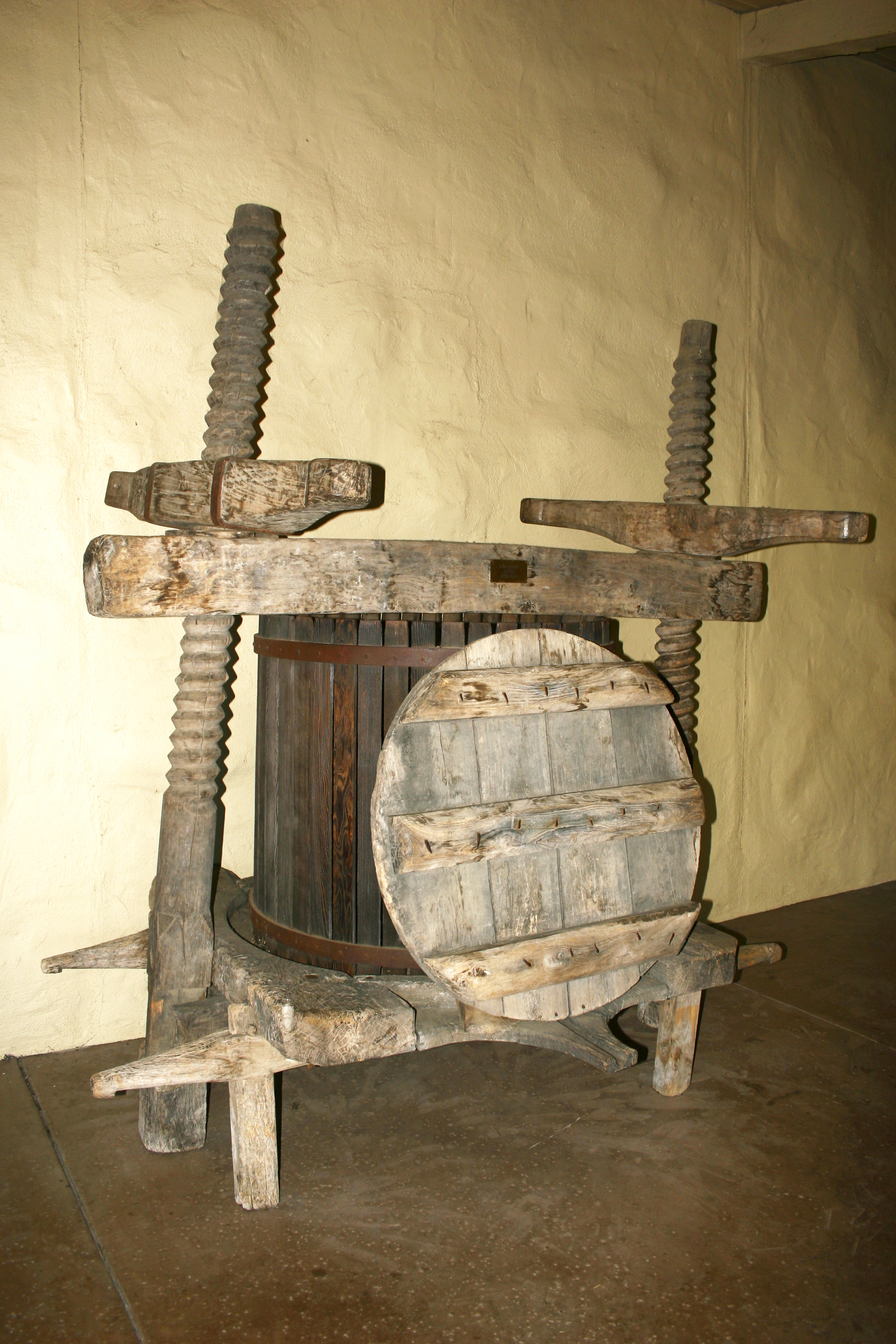
Premsa de vi del segle XVI

Una  premsa de vi  és un dispositiu emprat per extreure el suc de raïm com a part del procés de la producció del vi. Hi ha diversos tipus de premses utilitzades pels vitivinicultors però la seva funcionalitat és la mateixa. Cada tipus de premsa empra la pressió controlada per alliberar el suc de la fruita (normalment raïm). La pressió no pot ser excessiva, per evitar trencar les llavors i aportar un excés de taní al vi. L'home produeix vi des de l'antiguitat, l'any 2011 es va desenterrar una premsa de vi a Armènia que contenia vestigis d'elaboració de vi negre de fa 6.000 anys.

## Tipus de premses

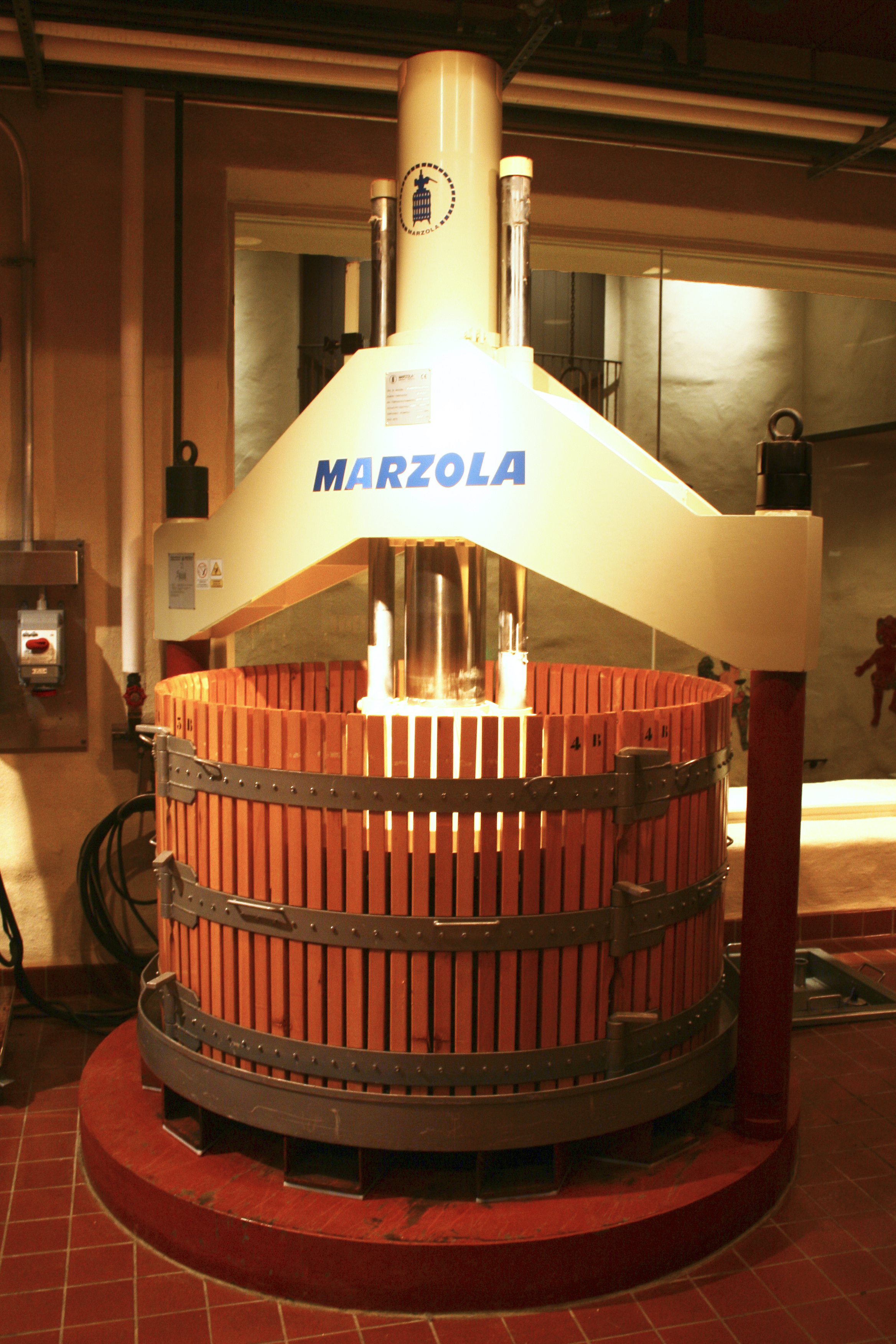
Premsa de vi.

### Premsa de gàbia
Una premsa de gàbia consisteix en un cilindre de fusta, la gàbia, que s'omple amb el raïm que ha de ser premsat. S'aplica pressió amb una tapa, el barret, que és obligada a baixar sobre la fruita. Sovint el mecanisme per baixar la tapa és un cargol o un aparell hidràulic. El suc flueix per les obertures a la gàbia i va a parar a la cassola, que solia ser de pedra. La premsa de gàbia va ser el primer tipus de premsa mecanitzada que es va desenvolupar, i el seu disseny bàsic no ha canviat en gairebé 1.000 anys.

### Cargol horitzontal
Una premsa de cargol horitzontal funciona usant el mateix principi que la premsa de gàbia. En comptes d'utilitzar una tapa per fer pressió sobre el raïm, s'acosten tapes col·locades en els dos extrems d'un cilindre tancat per estrènyer els raïms. Generalment el volum de raïm utilitzat és molt més gran que el volum que es processa en una premsa de gàbia.

### Premsa pneumàtica
La premsa pneumàtica consisteix en un cilindre gran, tancat en banda i banda, en el qual es posa la fruita. Per premsar el raïm, un globus les s'expandeix i empeny. El suc flueix a l'exterior per obertures petites en el cilindre. El cilindre gira durant el procés per ajudar amb l'homogeneïtzació de la pressió aplicada al raïm.

### Cargol continu
El cargol continu és diferent de les premses ja esmentades perquè no processa un sol lot de raïm a la vegada. En lloc d'això utilitza un cargol d'Arquimedes per forçar el raïm contínuament a la paret de l'aparell. S'extreu el suc i el bagàs continua fins a l'extrem del cargol, d'on és extret. Aquest tipus de premsa no s'utilitza gaire per produir vi de taula, i alguns països prohibeixen el seu ús en els vins de major qualitat.

## Exemples

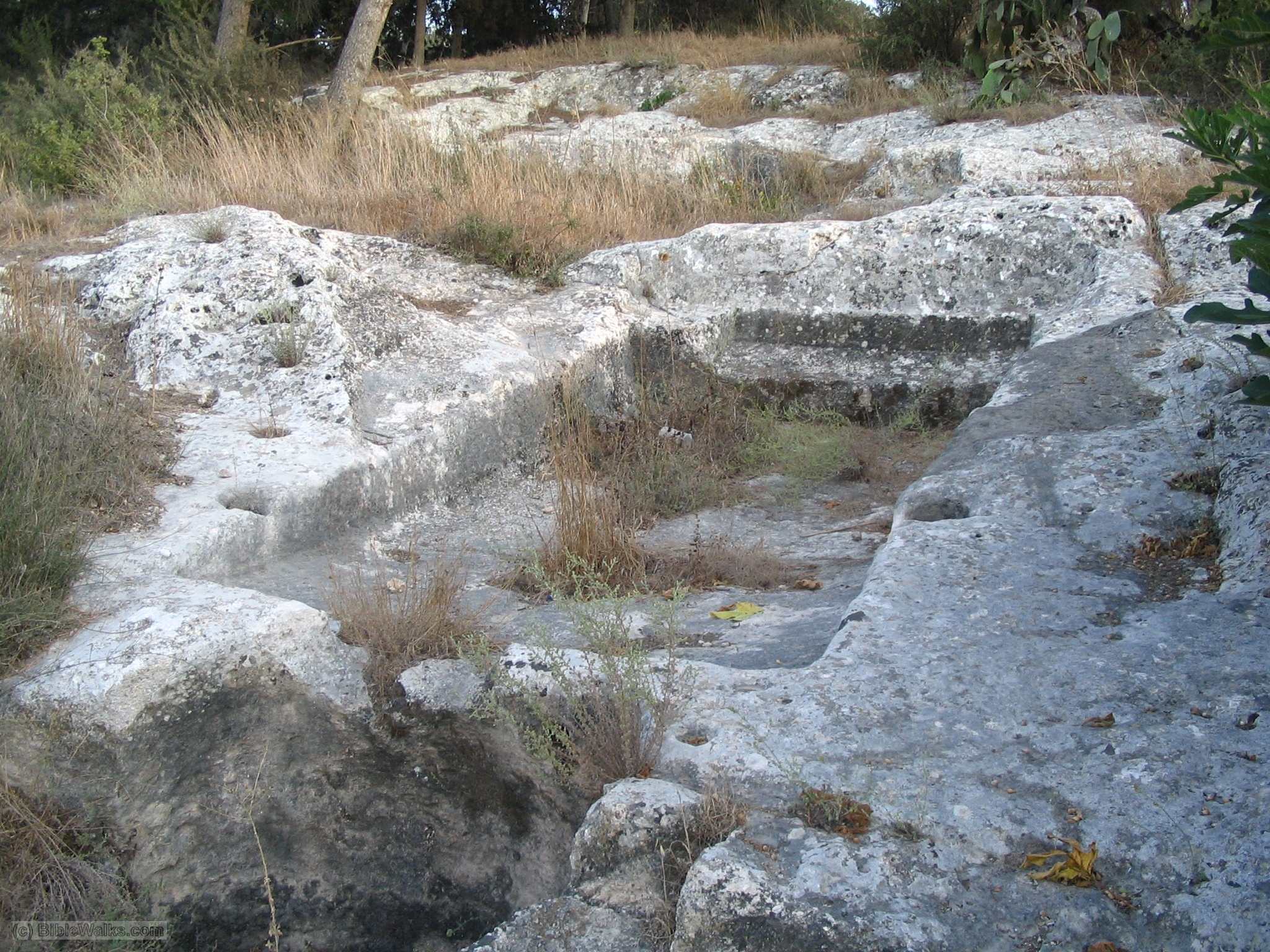
Una premsa de vi antiga a Israel amb l'àrea de pressió al centre i la cuba per a recollir el vi a la part esquerra inferior.
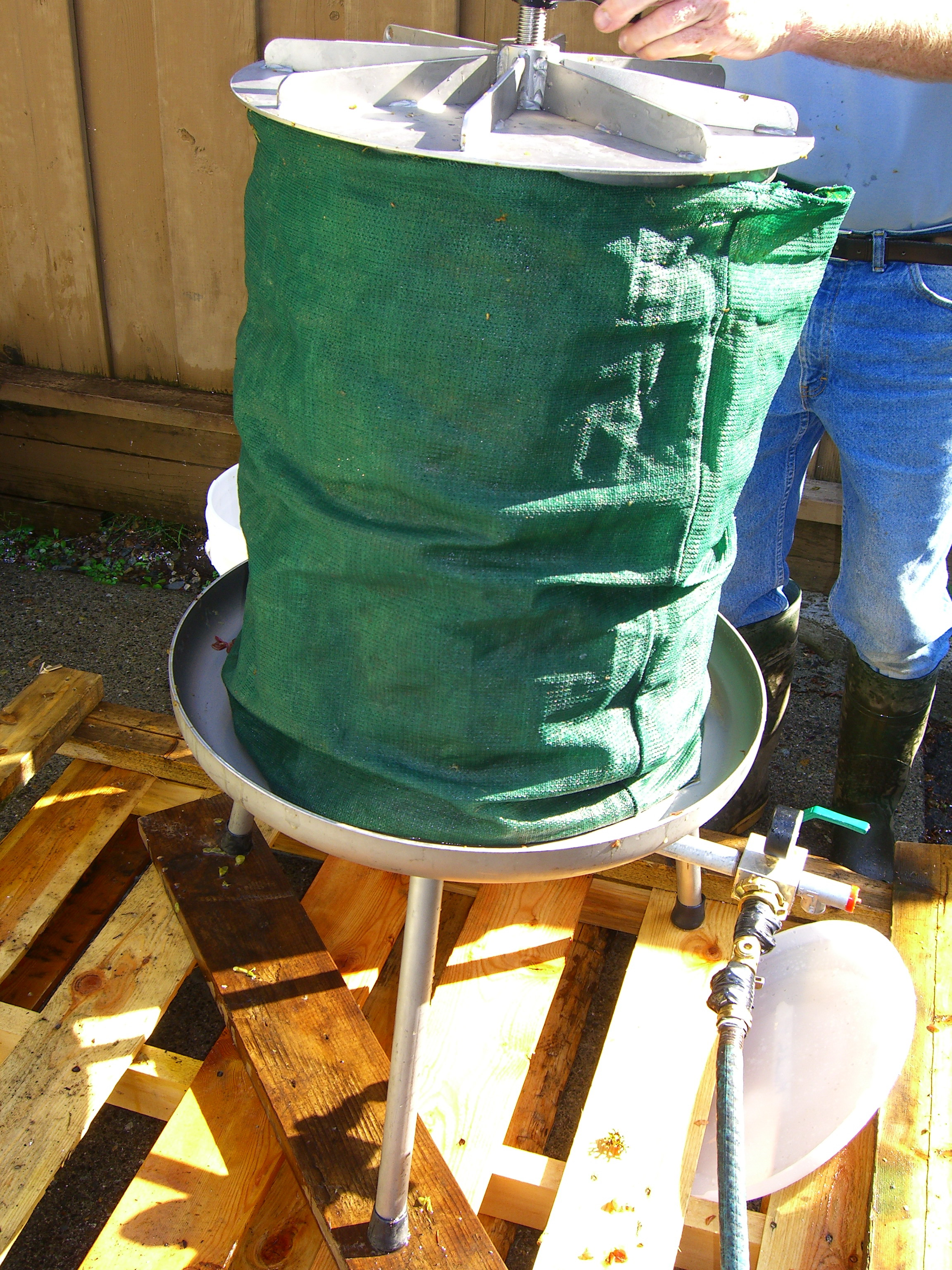
Una premsa pneumàtica.